# Egidijus Kavaliauskas
Egidijus Kavaliauskas est un boxeur lituanien né le 29 juin 1988 à Kaunas.

## Carrière
Sa carrière amateur est marquée par une médaille de bronze aux championnats du monde de Bakou en 2011 dans la catégorie poids welters.

### Jeux olympiques
- Qualifié pour les Jeux de 2012 à Londres, Angleterre

### Championnats du monde de boxe amateur
- Médaille de bronze en -69 kg en 2011 à Bakou, Azerbaïdjan

## Référence
1. ↑  (en) Résultats des championnats du monde de boxe amateur 2011 (amateur-boxing.strefa.pl)